# Спартак (женский баскетбольный клуб, Москва)
«Спартак» Москва — старейший женский баскетбольный клуб из Москвы. Лучшим достижением команды в чемпионате СССР была «серебряная» медаль в 1938 году, а в чемпионате России — 9-е место (2010 и 2011).

## История
В истории команды были как периоды успеха, так и периоды забвения. Лучшие результаты команда показала в довоенный период: «серебро» — в 1938 году, «бронза» — 1939. После войны команда являлась стабильным середняком итоговой таблицы, но уже в 50-х годах команда ушла в забвение, выступая только во Всесоюзных соревнованиях общества «Спартак».
Первое возрождение произошло в 1966 году, когда команда стала выступать в первой лиге союзного первенства и уже в 1970 году она вернулась в высшую лигу. В первом сезоне баскетболистки заняли 9-е место из 12 команд, затем в 1972 и 1973 годах — 8-е место, 1974 — 12-е место и вылет в класс «А». В 1980-х годах команда вновь исчезла из внимания болельщиков, чтобы снова появиться, но уже в другом чемпионате.
Второе возрождение команды пришлось на 1997 год, когда клуб заявился для участия в Дивизионе «Б» Высшей лиги (третий турнир по ранжиру) Чемпионата России. Через 3 года «Спартак» уже играл в элите российского женского баскетбола — «Суперлиге», где особых успехов не добился. Вылетев в 2002 году из высшего дивизиона, команда 6 лет выступала в «Суперлиге Б», балансируя между 2-м и 4-м местом. В этот период «Спартак» получает в своём названии приставку «ШВСМ», обозначая принадлежность к «ШВСМ Измайлово». В сезоне 2008/09 команда снова заняла второе место, пропустив вперёд ногинский «Спартак», но из-за отказа победителя выступать в «Суперлиге А», москвички на следующий год заявились выступать в элитном дивизионе. За два проведенных сезона «Спартак» улучшил своё достижение в чемпионате России — заняв 9-е место.
Перед сезоном 2011/12 по финансовым соображениям клуб отказывается от участия в первенстве России и лишается статуса «профессиональный клуб», но в этом сезоне команда под названием «Спартак-ШВСМ (Москва)» становится бронзовым призёром Детско-юношеской баскетбольной лиги (ДЮБЛ).
В 2012 году, в связи с изменением статуса «ШВСМ Измайлово» на Центр спортивной подготовки по игровым видам спорта «Измайлово» (ЦСП «Измайлово»), потеряла своё название юношеская баскетбольная команда, которая с сезона 2012/13 выступает в Высшей лиги чемпионата России под именем ЦСП «Измайлово».

## Титулы
- Серебряный призёр чемпионата СССР: 1938
- Бронзовый призёр чемпионата СССР: 1939, 1944.

### Выступление в чемпионате и кубке России
| Сезон   | Лига                       | Место | Кубок*                  | Примечания            |
| ------- | -------------------------- | ----- | ----------------------- | --------------------- |
| 1997/98 | Высшая лига (Дивизион «Б») | 19    |                         |                       |
| 1998/99 | Высшая лига (Дивизион «Б») | 3     |                         |                       |
| 1999/00 | Высшая лига (Дивизион «Б») | 1     |                         | Вышел в Суперлигу     |
| 2000/01 | Суперлига                  | 12    |                         |                       |
| 2001/02 | Суперлига                  | 10    |                         | Вылетел из Суперлиги  |
| 2002/03 | Суперлига «Б»              | 8     |                         |                       |
| 2003/04 | Суперлига «Б»              | 5     | 1/32 финала             |                       |
| 2004/05 | Суперлига «Б»              | 2     | 1/16 финала             |                       |
| 2005/06 | Суперлига «Б»              | 4     | групповой турнир (2 м.) |                       |
| 2006/07 | Суперлига «Б»              | 4     | групповой турнир (3 м.) |                       |
| 2007/08 | Суперлига «Б»              | 2     | групповой турнир (4 м.) |                       |
| 2008/09 | Суперлига «Б»              | 2     | групповой турнир (3 м.) | Вышел в Суперлигу «А» |
| 2009/10 | Суперлига «А»              | 9     | групповой турнир (4 м.) |                       |
| 2010/11 | Премьер-Лига               | 9     | 1/4 финала              |                       |

* — пунктиром выделена статистика выступлений в Кубке В.Кузина (отборочный турнир к Кубку России)

## Знаменитые игроки
- Нина Максимельянова — чемпионка мира (1959) и серебряный призёр ЧМ (1957), чемпионка Европы (1954, 1956) и серебряный призёр ЧЕ (1958)
- Лидия Строилова — чемпионка мира (1971), чемпионка Европы (1970 и 1972)
- Елена Чаусова — чемпионка мира (1983), чемпионка Европы (1983) и серебряный призёр ЧЕ (1985)

### Известные игроки
- Ольга Новикова
- Татьяна Попова
- Екатерина Сытняк
- Ольга Подобед
- Людмила Сапова
- Татьяна Щёголева
- Марина Карпунина
- Ольга Ферябникова
- Анастасия Логинова
- Наталья Гришина
- Светлана Махлина